# Pétolat-Dijon
Les usines Pétolat, Père & Fils étaient situées à Dijon. Ce sont des constructeurs de matériel pour entrepreneurs et industriels et de matériel pour chemin de fer et tramways. La société est le fournisseur des grandes administrations de l'état et des compagnies de chemins de fer.
- chemins de fer portatifs à pose rapide, voie de 50 cm,  60 cm , 70 cm
- wagonnets en acier
- locomotives pour voies étroites
- wagons et voitures pour voies de  1,00 m
- grues
- broyeurs, pompes ...

En 1883, création de l'usine Boilot Pétolat  qui construit des véhicules ferroviaires puis des remorques routières. En 1968, rachat de l'usine par la firme parisienne "Manubat"